# Шеховцова Олена Миколаївна
Оле́на Микола́ївна Шеховцо́ва (Бобровник) (31 травня 1972) — українська стрибунка в довжину. Учасниця двох Олімпіад.

## Життєпис
На Олімпіаді 1996 року в Атланті вона стала п'ятою. На Чемпіонаті світу з легкої атлетики в Афінах 1997 року та в Севільї в 1999 році вона знялася з кваліфікації; однак вона виграла золото на Універсіаді в обидва роки.
2000 року була дванадцятою на Олімпійських іграх у Сіднеї.
П'ять разів ставала чемпіонкою України (1996, 1997, 2000, 2001, 2002 роки).
Особисті рекорди
- Стрибок у довжину: 6,97 м, 2 серпня 1996 року, Атланта
- Зала: 6,72 м, 23 січня 2000 року, Бровари
- Потрійний стрибок: 13,77 м, 20 вересня 1997 року, Белград
- Зала: 13,66 м, 9 січня 1999 року, Вінниця.